# Svetlana Korytova
Svetlana Vadimovna Korytova (en russe : Светлана Вадимовна Корытова) est une joueuse de volley-ball russe née le 24 mars 1968 à Sverdlovsk.

## Biographie
Svetlana Korytova évolue en club à l'Ouralotchka à la fin des années 1980 et au début des années 1990.
Elle remporte sous les couleurs de l'Union soviétique la médaille d'or aux Jeux olympiques d'été de 1988 ainsi que le titre mondial en 1990. Avec l'Équipe unifiée, elle est médaillée d'argent aux Jeux olympiques d'été de 1992.